# Xina Hudson
Xina Hudson es una deportista australiana que compitió en judo. Ganó una medalla de bronce en el Campeonato de Oceanía de Judo de 2002 en la categoría abierta.

## Palmarés internacional
| Campeonato de Oceanía | Campeonato de Oceanía      | Campeonato de Oceanía | Campeonato de Oceanía |
| Año                   | Lugar                      | Medalla               | Categoría             |
| --------------------- | -------------------------- | --------------------- | --------------------- |
| 2002                  | Wellington (Nueva Zelanda) | Medalla de bronce     | Abierta               |